# ديفيد كلارك (لاعب كريكت)
ديفيد كلارك (27 يناير 1919 في المملكة المتحدة - 8 أكتوبر 2013 في المملكة المتحدة) (بالإنجليزية: David Clark)‏ هو مدير (أعمال) ولاعب كريكت بريطاني. لعب مع Kent County Cricket Club ‏.

## وصلات خارجية
- ديفيد كلارك على موقع إي آس بي آن كريك إنفو (الإنجليزية)